# Condition des soies

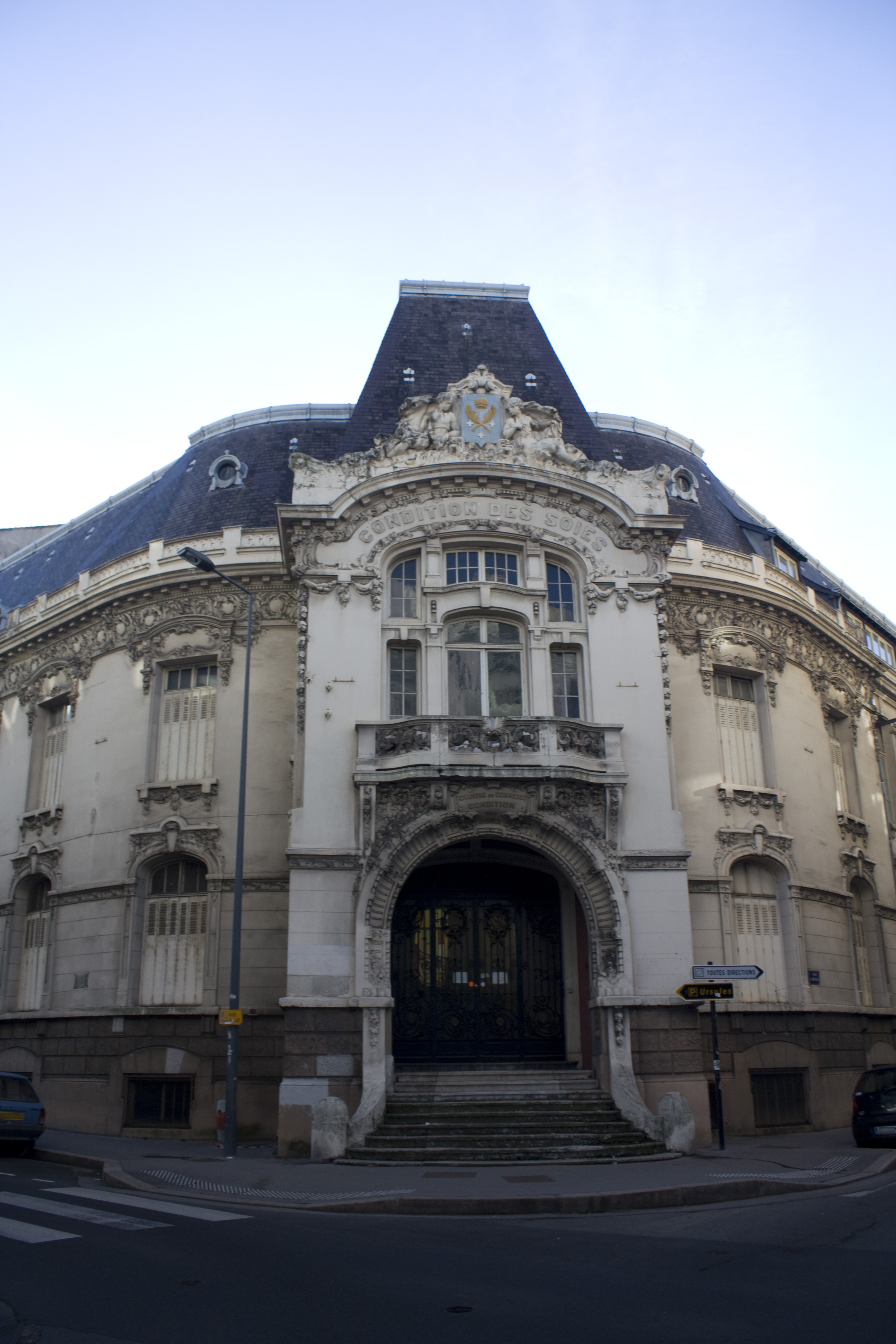
Condition des soies de Saint-Etienne

Le terme de condition des soies désigne un établissement industriel destiné à établir le poids à sec de la soie dans le cadre du commerce du précieux fil, pour en garantir un taux d'humidité déterminé. Il a existé des conditions des soies dans plusieurs villes françaises et européennes.
La première condition des soies a été créée à Milan, en Italie. En France, les conditions des soies ont été mise en place au cours du XIXe siècle. Elles ont généralement été gérées par les chambres de commerces.

## Organisation et fonctionnement
Le poids de la soie pouvant fortement varier (5%) en fonction de son humidité, le système de la condition des soies a été mise en place (à Milan) afin de garantir un prix calculé sur une quantité sûr de la soie. La soie est passée dans un dessiccateur qui va permettre d'avoir un taux fixe d'humidité,.

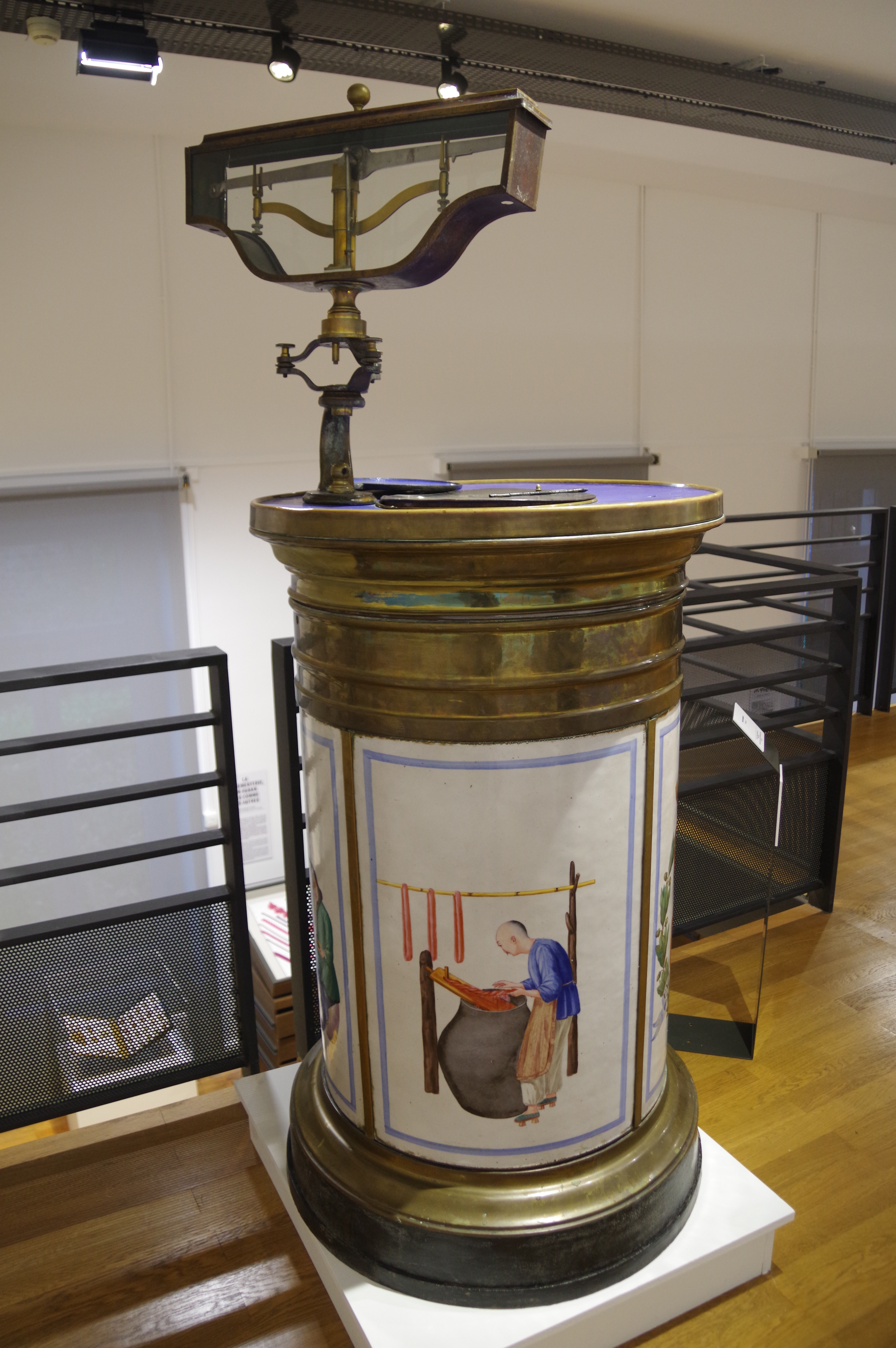
Dessicateur

## Liste des conditions des soies

### France
- Condition des soies d'Avignon (1801, gérée par le Mont-de-Piété)[3]
- Condition des soies de Saint-Etienne (1808)[4]
- Condition des soies de Lyon (1805)[1]
- Condition des soies de Marseille (1859)
- Condition des soies de Valence (1864)
- Condition des soies de Amiens
- Condition des soies de Aubenas
- Condition des soies de Calais
- Condition des soies de Paris
- Condition des soies de Roubaix
- Condition des soies de Saint-Chamond
- Condition des soies de Tourcoing

### Italie
- Condition des soies de Milan
- Condition des soies de Turin

### Royaume-Uni
- Condition des soies de Londres